# Литванија на Летњим олимпијским играма 2012.
Литванија је учествовала на Летњим олимпијским играма 2012. у Лондону и било је то њихово 8. учешће на Летњим олимпијским играма (укупно 16).
Литванску делегацију чинило је 62 спортиста (39 мушкараца и 23 жене) који су се такмичили у једном екипном (кошарка) и 13 индивидуалних спортова. Националну заставу на дефилеу нација на церемонији свечаног отварања игара 27. јула носио је некадашњи олимпијски и светски победник у бацању диска Виргилијус Алекна, док је заставу на церемонији затварања носио кануиста Јевгениј Шуклин.
На овим играма литвански спортисти су освојили укупно 5 медаља: по две златне и бронзане и једну сребрну медаљу и по броју освојених медаља налазе се на 34. месту. Златне медаље освојиле су млада петнаестогодишња пливачица Рута Мејлутите и репрезентативка у модерном петобоју Лаура Асадаускајте. Освајањем златне медаље Мејлутитеова је Литванији донела и прво олимпијско женско пливачко злато у историји а уједно постала је и најмлађи спортиста у историји ове земље који је освојио неку од олимпијских медаља.

## Освајачи медаља
| Мед. | Освајач              | Спорт           | Дисциплина              | Датум      |
| ---- | -------------------- | --------------- | ----------------------- | ---------- |
|      | Рута Мејлутите       | Пливање         | 100 м прсно             | 30. јул    |
|      | Лаура Асадаускајте   | Модерни петобој | Жене                    | 12. август |
|      | Јевгениј Шуклин      | Кајак и кану    | Ц-1 200 метара          | 11. август |
|      | Александар Казакевич | Рвање           | - до 74 кг грчко-римски | 5. август  |
|      | Евалдас Петраускас   | Бокс            | Лака категорија         | 10. август |

| Спорт   |   |   |   | Укупно |
| Пливање | 1 | 0 | 0 | 1      |
| Петобој | 1 | 0 | 0 | 1      |
| Кајак   | 0 | 1 | 0 | 1      |
| Рвање   | 0 | 0 | 1 | 1      |
| Бокс    | 0 | 0 | 1 | 1      |
| Укупно  | 2 | 1 | 2 | 5      |

## Учесници по спортовима
| Спорт           | Мушкарци | Жене | Укупно |
| --------------- | -------- | ---- | ------ |
| Атлетика        | 7        | 13   | 20     |
| Бадминтон       | 0        | 1    | 1      |
| Бициклизам      | 2        | 2    | 4      |
| Бокс            | 2        | 0    | 2      |
| Веслање         | 3        | 1    | 4      |
| Гимнастика      | 1        | 1    | 2      |
| Једрење         | 2        | 1    | 3      |
| Кајак и кану    | 2        | 0    | 2      |
| Кошарка         | 12       | 0    | 12     |
| Модерни петобој | 1        | 2    | 3      |
| Пливање         | 3        | 1    | 4      |
| Рвање           | 2        | 0    | 2      |
| Стрељаштво      | 0        | 1    | 1      |
| Џудо            | 2        | 0    | 2      |
| 14 спортова     | 39       | 23   | 62     |

## Атлетика
Мушкарци
| Атлетичар          | Дисциплина   | Квалификације | Квалификације | Четвртфинале | Четвртфинале | Полуфинале       | Полуфинале       | Финале           | Финале           |
| Атлетичар          | Дисциплина   | Рез.          | Плас.         | Рез.         | Плас.        | Рез.             | Плас.            | Рез.             | Плас.            |
| ------------------ | ------------ | ------------- | ------------- | ------------ | ------------ | ---------------- | ---------------- | ---------------- | ---------------- |
| Ритис Сакалаускас  | 100 м        |               |               | 10,29        | 6.           | Није се пласирао | Није се пласирао | Није се пласирао | Није се пласирао |
| Тадас Шушкевичиус  | 50 км ходање |               |               |              |              |                  |                  | 4:08:16          | 46.              |
| Мариус Жиукас      | 20 км ходање |               |               |              |              |                  |                  | 1:24:45          | 40.              |
| Виргилијус Алекна  | Диск         | 63,88         | 10. кв        |              |              |                  |                  | 67,38            | 4.               |
| Повилас Миколаитис | Скок удаљ    | 7,61          | 26.           |              |              |                  |                  | Није се пласирао | Није се пласирао |
| Рајвидас Станис    | Скок увис    | 2,16          | 27.           |              |              |                  |                  | Није се пласирао | Није се пласирао |

Десетобој
| Атлетичар         | Дисциплина | 100 м | Даљ  | Куг   | Вис  | 400 м | 110п  | Д     | М    | Коп   | 1.500.  | Укупно | Плас. |
| ----------------- | ---------- | ----- | ---- | ----- | ---- | ----- | ----- | ----- | ---- | ----- | ------- | ------ | ----- |
| Даријус Драудвила | Резултати  | 10,95 | 7,12 | 15,17 | 1,96 | 50,13 | 14,87 | 46,43 | 4,20 | 50,16 | 5:03,14 | 7.557  | 25.   |
| Даријус Драудвила | Бодова     | 872   | 842  | 800   | 767  | 809   | 865   | 796   | 673  | 591   | 542     | 7.557  | 25.   |

Жене
| Атлетичарка         | Дисциплина    | Квалификације | Квалификације | Четвртфинале | Четвртфинале | Полуфинале        | Полуфинале        | Финале            | Финале            |
| Атлетичарка         | Дисциплина    | Рез.          | Плас.         | Рез.         | Плас.        | Рез.              | Плас.             | Рез.              | Плас.             |
| ------------------- | ------------- | ------------- | ------------- | ------------ | ------------ | ----------------- | ----------------- | ----------------- | ----------------- |
| Неринга Ајдјетите   | 20 км ходање  |               |               |              |              |                   |                   | 1:34:01           | 39.               |
| Раса Драздаускајте  | Маратон       |               |               |              |              |                   |                   | 2:29:29           | 27.               |
| Лина Гринчикајте    | 100 м         |               |               | 11,19 НР     | 4. кв        | 11,30             | 7.                | Није се пласирала | Није се пласирала |
| Ремалда Кергите     | Маратон       |               |               |              |              |                   |                   | 2:39:01           | 75.               |
| Дијана Лобачевске   | Маратон       |               |               |              |              |                   |                   | 2:29:32           | 28.               |
| Кристина Салтанович | 20 км ходање  |               |               |              |              |                   |                   | 1:31:04           | 21.               |
| Егле Стајшиунајте   | 400 м препоне | 57,79         | 5.            |              |              | Није се пласирала | Није се пласирала | Није се пласирала | Није се пласирала |
| Соната Тамошајтите  | 100 м препоне | 13,59         | 5.            |              |              | Није се пласирала | Није се пласирала | Није се пласирала | Није се пласирала |
| Бригита Вирбалите   | 20 км ходање  |               |               |              |              |                   |                   | 1:31:58           | 26.               |
| Индре Јакубајтите   | Копље         | 59.05         | 18            |              |              |                   |                   | Није се пласирала | Није се пласирала |
| Ајрине Палшите      | Скок увис     | 1,93          | =10. кв       |              |              |                   |                   | 1,93              | 11.               |
| Зинаида Сендрјуте   | Диск          | 62,79         | 10. кв        |              |              |                   |                   | 61,68             | 9.                |

Седмобој
| Атлетичарка    | Дисциплина | 100п  | В     | Ку    | 200 м | Д    | К     | 800 м   | Укупно | Плас. |
| -------------- | ---------- | ----- | ----- | ----- | ----- | ---- | ----- | ------- | ------ | ----- |
| Аустра Скујите | Резул.     | 14,00 | 1,92  | 17,31 | 25,43 | 6,25 | 51,13 | 2:20,59 | 6.599  | 5.    |
| Аустра Скујите | Бод.       | 978   | 1.132 | 1.016 | 848   | 927  | 882   | 816     | 6.599  | 5.    |

## Бадминтон
| Такмичар            | Дисциплина   | Групна фаза            | Групна фаза                        | Групна фаза | Елиминације        | Четвртфинале       | Полуфинале         | Финале             | Финале            |
| Такмичар            | Дисциплина   | Противник Резултат     | Противник Резултат                 | Плас.       | Противник Резултат | Противник Резултат | Противник Резултат | Противник Резултат | Плас.             |
| ------------------- | ------------ | ---------------------- | ---------------------------------- | ----------- | ------------------ | ------------------ | ------------------ | ------------------ | ----------------- |
| Аквиле Стапушајтите | Женски сингл | Ђе Јао ИЗГ 16:21, 7:21 | Р. Ингоулфсдоутир ИЗГ 10:21, 16:21 | 3.          | Није се пласирала  | Није се пласирала  | Није се пласирала  | Није се пласирала  | Није се пласирала |

## Бициклизам
Друм
| Бициклист            | Дисциплина       | Резултат | Пласман |
| -------------------- | ---------------- | -------- | ------- |
| Гедиминас Багдонас   | Друмска трка (М) | 5:46:37  | 58.     |
| Рамунас Навардаускас | Друмска трка (М) | 5:46:37  | 46.     |
| Рамунас Навардаускас | Хронометар (М)   | 55:12:32 | 21.     |

 Велодромски бициклизам
| Бициклист          | Дисциплина | Квалификација          | Квалификација | 1. трка                          | 2. трка                          | Четвртфинале                     | Полуфинале                       | Финале                                                     | Финале |
| Бициклист          | Дисциплина | Резултат Брзина (км/ч) | Плас.         | Противник Резултат Брзина (км/ч) | Противник Резултат Брзина (км/ч) | Противник Резултат Брзина (км/ч) | Противник Резултат Брзина (км/ч) | Противник Резултат Брзина (км/ч)                           | Плас.  |
| ------------------ | ---------- | ---------------------- | ------------- | -------------------------------- | -------------------------------- | -------------------------------- | -------------------------------- | ---------------------------------------------------------- | ------ |
| Симона Крупецкајте | Спринт (Ж) | 11,234 64,091          | 8.            | В. Канис ПОБ 11,528 62,456       | О. Панарина ПОБ 11,486 62,685    | К. Вогел ИЗГ                     | Није се пласирала                | Група за 5. место Л. Гера Љ. Шулика О. Панарина ПОБ 11,812 | 5.     |

| Бициклисткиња      | Дисциплина | 1. трка | 2. трка | Финале |
| Бициклисткиња      | Дисциплина | Плас.   | Плас.   | Плас.  |
| ------------------ | ---------- | ------- | ------- | ------ |
| Симона Крупецкајте | Кеирин (Ж) | 2. КВ   | 5.      | 7.     |

| Бициклисткиња  | Дисциплина | За носиоце | За носиоце | Полуфинале | Полуфинале | Финале            | Финале            |
| Бициклисткиња  | Дисциплина | Рез.       | Плас.      | Бод.       | Плас.      | Рез.              | Плас.             |
| -------------- | ---------- | ---------- | ---------- | ---------- | ---------- | ----------------- | ----------------- |
| Вилма Римшајте | Женски     | 42,162     | 14.        | 19         | 7.         | Није се пласирала | Није се пласирала |

## Бокс
| Боксер                | Категорија | 1. коло            | 2. коло            | Четвртфинале           | Полуфинале          | Финале             | Финале           |
| Боксер                | Категорија | Противник Резултат | Противник Резултат | Противник Резултат     | Противник Резултат  | Противник Резултат | Плас.            |
| --------------------- | ---------- | ------------------ | ------------------ | ---------------------- | ------------------- | ------------------ | ---------------- |
| Евалдас Петраускас    | Лака кат.  | М. Варга ПОБ 20:12 | Ф. Келеш ПОБ 16:12 | Д. Валентино ПОБ 16:14 | С. Ч. Хан ИЗГ 13:18 | Није се пласирао   |                  |
| Егидијус Кавалиаускас | Велтер     |                    | Ф. Еванс ИЗГ 7:11  | Није се пласирао       | Није се пласирао    | Није се пласирао   | Није се пласирао |

## Веслање
Мушкарци
| Веслач                             | Дисциплина | Квалификације | Квалификације | Репесаж  | Репесаж  | Четвртфинале | Четвртфинале | Полуфинале | Полуфинале | Финале  | Финале |
| Веслач                             | Дисциплина | Време         | Место         | Време    | Место    | Време        | Место        | Време      | Место      | Време   | Место  |
| ---------------------------------- | ---------- | ------------- | ------------- | -------- | -------- | ------------ | ------------ | ---------- | ---------- | ------- | ------ |
| Миндаугас Гришконис                | Скиф       | 6:46,56       | 4. Р          | 7:00,19  | 1. КВ    | 7:00,80      | 3. КВ        | 7:31,72    | 5. ФБ      | 7:15,32 | 8.     |
| Роландас Машчинскас Саулијус Ритер | Дубл скул  | 6:17,78       | =2. ПФ        | Слободни | Слободни |              |              | 6:21,62    | 2. ФА      | 6:42,96 | 6.     |

Жене
| Веслач             | Дисциплина | Квалификације | Квалификације | Репесаж  | Репесаж  | Четвртфинале | Четвртфинале | Полуфинале | Полуфинале | Финале  | Финале |
| Веслач             | Дисциплина | Време         | Место         | Време    | Место    | Време        | Место        | Време      | Место      | Време   | Место  |
| ------------------ | ---------- | ------------- | ------------- | -------- | -------- | ------------ | ------------ | ---------- | ---------- | ------- | ------ |
| Доната Виштартајте | Скиф       | 7:43,07       | 2. КВ         | Слободна | Слободна | 7:45,68      | 3. ПФ        | 7:56,05    | 5. ФБ      | 7:47,94 | 8.     |

Легенда: Р= пласман у репасаж; КВ= пролаз у наредну рунду; ФБ= пласман у Б финале; ПФ= пласман у полуфинале; ФА= пласман у А финале.

## Гимнастика
Мушкарци
| Гимнастичар    | Дисциплина        | Квалификације | Квалификације | Финале           | Финале           |
| Гимнастичар    | Дисциплина        | Бодова        | Плас.         | Бодова           | Плас.            |
| -------------- | ----------------- | ------------- | ------------- | ---------------- | ---------------- |
| Рокас Гушчинас | Коњ са хватаљкама | 14.366        | 17.           | Није се пласирао | Није се пласирао |

Жене
| Гимнастичарка   | Дисциплина | Квалификације | Квалификације | Квалификације | Квалификације | Квалификације | Квалификације | Финале            | Финале            | Финале            | Финале            | Финале            | Финале            |
| Гимнастичарка   | Дисциплина | Справа        | Справа        | Справа        | Справа        | Укупно        | Плас.         | Справа            | Справа            | Справа            | Справа            | Укупно            | Плас.             |
| Гимнастичарка   | Дисциплина | П             | Пр            | ДР            | Г             | Укупно        | Плас.         | П                 | Пр                | ДР                | Г                 | Укупно            | Плас.             |
| --------------- | ---------- | ------------- | ------------- | ------------- | ------------- | ------------- | ------------- | ----------------- | ----------------- | ----------------- | ----------------- | ----------------- | ----------------- |
| Лаура Швилпајте | Вишебој    | 12.666        | 12.233        | 13.500        | 11.900        | 50.299        | 50.           | Није се пласирала | Није се пласирала | Није се пласирала | Није се пласирала | Није се пласирала | Није се пласирала |

## Једрење
Мушкарци
| Једриличар        | Дисциплина | Плов | Плов | Плов | Плов | Плов | Плов | Плов | Плов | Плов | Плов | Плов | Бод. | Укупно |
| Једриличар        | Дисциплина | 1    | 2    | 3    | 4    | 5    | 6    | 7    | 8    | 9    | 10   | M*   | Бод. | Укупно |
| ----------------- | ---------- | ---- | ---- | ---- | ---- | ---- | ---- | ---- | ---- | ---- | ---- | ---- | ---- | ------ |
| Јуозас Бернотас   | Даска      | 9    | 13   | 13   | 8    | 9    | 13   | 11   | 17   | 27   | 27   | БП   | 120  | 12.    |
| Рокас Милевичијус | Ласер      | 37   | 37   | 33   | 38   | 43   | 37   | 40   | 43   | 31   | 46   | БП   | 339  | 42.    |

Жене
| Једриличарка  | Дисциплина    | Плов | Плов | Плов | Плов | Плов | Плов | Плов | Плов | Плов | Плов | Плов | Бод. | Укупно |
| Једриличарка  | Дисциплина    | 1    | 2    | 3    | 4    | 5    | 6    | 7    | 8    | 9    | 10   | M*   | Бод. | Укупно |
| ------------- | ------------- | ---- | ---- | ---- | ---- | ---- | ---- | ---- | ---- | ---- | ---- | ---- | ---- | ------ |
| Гинтаре Шејдт | Ласер радијал | 2    | 13   | 9    | 10   | 3    | 14   | 11   | 7    | 7    | 6    | 14   | 82   | 6.     |

M' = плов за медаље; БП = Није се пласирао у борбу за медаље;

## Кајак и кану
| Кајакаш             | Дисциплина | Група  | Група | Полуфинале | Полуфинале | Финале | Финале |
| Кајакаш             | Дисциплина | Рез.   | Плас. | Рез.       | Плас.      | Рез.   | Плас.  |
| ------------------- | ---------- | ------ | ----- | ---------- | ---------- | ------ | ------ |
| Егидијус Балчјунас  | К-1 200 м  | 36,173 | 4. ПФ | 36,495     | 5. ФБ      | 37,995 | 10.    |
| Јевгенијус Шуклинас | Ц-1 200 м  | 41,288 | 2. ПФ | 41,483     | 1. ФА      | 42,792 |        |

Легенда: 'ПФ = пласман у полуфинале; ФБ = пласман у Б финале; ФА = пласман у А финале;

## Кошарка
- Мушка кошаркашка репрезентација Литваније - 12 кошаркаша; 8. место

| №  | Поз. | Име                   | Датум рођења        | Висина | Клуб у 2012.        |
| -- | ---- | --------------------- | ------------------- | ------ | ------------------- |
| 4  | Б    | Римантас Каукенас     | 11. април 1977.     | 1,94   | КК Жалирис          |
| 5  | Б    | Мантас Калнијетис     | 6. септембар 1986.  | 1,96   | КК Жалгирис         |
| 6  | К    | Јонас Мачијулис       | 10. фебруар 1985.   | 1,98   | КК Панатинаикос     |
| 7  | Б    | Мартинас Поцјус       | 28. април 1986.     | 1,96   | КК Реал Мадрид      |
| 8  | Б    | Реналдас Сејбутис     | 23. јул 1985.       | 1,98   | КК Лијетувос ритас  |
| 9  | К    | Даријус Сонгајла      | 14. фебруар 1978.   | 2,06   | КК Ваљадолид        |
| 10 | Б    | Симас Јасаитис        | 26. март 1982.      | 2,01   | КК Локомотива Кубан |
| 11 | К    | Линас Клејза          | 3. јануар 1985.     | 2,03   | Торонто репторси    |
| 12 | Ц    | Антанас Кавалијаускас | 19. септембар 1984. | 2,09   | КК Рига             |
| 13 | Б    | Шарунас Јасикевичијус | 5. март 1976.       | 1,96   | КК Барселона        |
| 14 | Ц    | Јонас Валанчјунас     | 6. мај 1992.        | 2.11   | Торонто репторси    |
| 15 | К    | Паулијус Јанкунас     | 29. април 1984.     | 2,06   | КК Жалгирис         |

Селектор: Кјастутис Кемзура

### Група А
| 29. јул 22:15 | Извештај | Аргентина                             | 102 : 79 | Литванија | Кошаркашка арена, Лондон |  |
| 29. јул 22:15 | Извештај | Четвртине: 24:23, 27:16, 27:22, 24:18 |          |           | Кошаркашка арена, Лондон |  |

| 31. јул 14:30 | Извештај | Литванија                            | 72 : 53 | Нигерија | Кошаркашка арена, Лондон |  |
| 31. јул 14:30 | Извештај | Четвртине: 14:8, 20:19, 22:13, 16:13 |         |          | Кошаркашка арена, Лондон |  |

| 2. август 09:00 | Извештај | Француска                            | 82 : 74 | Литванија | Кошаркашка арена, Лондон |  |
| 2. август 09:00 | Извештај | Четвртине: 25:21, 14:22, 20:9, 23:22 |         |           | Кошаркашка арена, Лондон |  |

| 4. август 14:30 | Извештај | Литванија                             | 94 : 99 | Сједињене Државе | Кошаркашка арена, Лондон |  |
| 4. август 14:30 | Извештај | Четвртине: 25:33, 26:22, 21:23, 22:21 |         |                  | Кошаркашка арена, Лондон |  |

| 6. август 11:15 | Извештај | Тунис                               | 63 : 76 | Литванија | Кошаркашка арена, Лондон |  |
| 6. август 11:15 | Извештај | Четвртине: 18:7, 17:22, 19:21, 9:26 |         |           | Кошаркашка арена, Лондон |  |

| Репрезентација   | Ут | Поб | Изг | К+  | К-  | КР   | Б  |
| ---------------- | -- | --- | --- | --- | --- | ---- | -- |
| Сједињене Државе | 5  | 5   | 0   | 589 | 398 | +191 | 10 |
| Француска        | 5  | 4   | 1   | 376 | 378 | -2   | 9  |
| Аргентина        | 5  | 3   | 2   | 448 | 424 | +24  | 8  |
| Литванија        | 5  | 2   | 3   | 395 | 399 | -4   | 7  |
| Нигерија         | 5  | 1   | 4   | 338 | 456 | -118 | 6  |
| Тунис            | 5  | 0   | 5   | 320 | 411 | -91  | 5  |

### Четвртфинале
| 8. август 14:00 | Извештај | Русија                                | 83 : 74 | Литванија | О2 арена, Лондон |  |
| 8. август 14:00 | Извештај | Четвртине: 17:10, 15:17, 22:23, 29:24 |         |           | О2 арена, Лондон |  |

## Модерни петобој
| Такмичар              | Дисциплина | Мачевање (мач) | Мачевање (мач) | Мачевање (мач) | Пливање (200м слободно) | Пливање (200м слободно) | Пливање (200м слободно) | Јахање (прескакање) | Јахање (прескакање) | Јахање (прескакање) | Комбиновано: стрељаштво/трчање (ваз. пиштољ 10 м)/(3.000 м) | Комбиновано: стрељаштво/трчање (ваз. пиштољ 10 м)/(3.000 м) | Комбиновано: стрељаштво/трчање (ваз. пиштољ 10 м)/(3.000 м) | Укупно бодова | Пласман |
| Такмичар              | Дисциплина | Рез.           | Плас.          | Бодова         | Рез.                    | Плас.                   | Бодова                  | Казне               | Плас.               | Бодова              | Рез.                                                        | Плас.                                                       | Бодова                                                      | Укупно бодова | Пласман |
| --------------------- | ---------- | -------------- | -------------- | -------------- | ----------------------- | ----------------------- | ----------------------- | ------------------- | ------------------- | ------------------- | ----------------------------------------------------------- | ----------------------------------------------------------- | ----------------------------------------------------------- | ------------- | ------- |
| Јустинас Киндерис     | Мушкарци   | 15:20          | =25.           | 760            | 2:04,35                 | 15.                     | 1.308                   | 60                  | 12.                 | 1.140               | 10:19,34                                                    | 2.                                                          | 2.524                                                       | 5.732         | 8.      |
| Лаура Асадаускајте    | Жене       | 23:12          | 3.             | 952            | 2:18,67                 | 17.                     | 1.136                   | 20                  | 3.                  | 1.180               | 11:55,64                                                    | 6.                                                          | 2.140                                                       | 5.408 ОР      |         |
| Гинтаре Венчкаускајте | Жене       | 10:25          | 34.            | 640            | 2:16,88                 | 11.                     | 1.160                   | 40                  | 6.                  | 1.160               | 11:36,63                                                    | 2.                                                          | 2.216                                                       | 5.176         | 12.     |

## Пливање
Мушкарци
| Пливач              | Дисциплина     | Квалификације | Квалификације | Полуфинале       | Полуфинале       | Финале           | Финале           |
| Пливач              | Дисциплина     | Рез.          | Плас.         | Рез.             | Плас.            | Рез.             | Плас.            |
| ------------------- | -------------- | ------------- | ------------- | ---------------- | ---------------- | ---------------- | ---------------- |
| Витаутас Јанушаитис | 100 м делфин   | 54,17         | 39.           | Није се пласирао | Није се пласирао | Није се пласирао | Није се пласирао |
| Витаутас Јанушаитис | 200 м мешовито | 1:59,84       | 14. КВ        | 2:00,13          | 13.              | Није се пласирао | Није се пласирао |
| Гиедријус Титенис   | 100 м прсно    | 59,68         | 3. КВ         | 59,66            | 5. КВ            | 1:00,84          | 8.               |
| Гиедријус Титенис   | 200 м прсно    | 2:10,36       | 8. К В        | 2:09,95          | 11.              | Није се пласирао | Није се пласирао |
| Миндаугас Садаускас | 100 м слободно | 49,78         | 28.           | Није се пласирао | Није се пласирао | Није се пласирао | Није се пласирао |

Жене
| Пливачица      | Дисциплина     | Квалификације | Квалификације | Полуфинале        | Полуфинале        | Финале            | Финале            |
| Пливачица      | Дисциплина     | Рез.          | Плас.         | Рез.              | Плас.             | Рез.              | Плас.             |
| -------------- | -------------- | ------------- | ------------- | ----------------- | ----------------- | ----------------- | ----------------- |
| Рута Мејлутите | 50 м слободно  | 25,55         | 26.           | Није се пласирала | Није се пласирала | Није се пласирала | Није се пласирала |
| Рута Мејлутите | 100 м слободно | 56,33         | 29.           | Није се пласирала | Није се пласирала | Није се пласирала | Није се пласирала |
| Рута Мејлутите | 100 м прсно    | 1:05,56 НР    | 1. КВ         | 1:05,21 НР, ЕР    | 1. КВ             | 1:05,47           |                   |

## Рвање
Легенда:
- Т - победа/пораз тушем
- ТП - победа/пораз на техничке поене
- БТП - победа/пораз без техничких поена

Слободни стил за мушкарце
| Рвач                 | Категорија | Квалификације       | 1. коло                  | Четвртфинале            | Полуфинале            | Репасаж 1          | Репасаж 2            | Финале                | Финале |
| Рвач                 | Категорија | Противник Резултат  | Противник Резултат       | Противник Резултат      | Противник Резултат    | Противник Резултат | Противник Резултат   | Противник Резултат    | Плас.  |
| -------------------- | ---------- | ------------------- | ------------------------ | ----------------------- | --------------------- | ------------------ | -------------------- | --------------------- | ------ |
| Едгарас Венцкаитис   | - до 66 кг | М. Серир ПОБ 3:1 ТП | Д. Бајахметов ПОБ 3:1 ТП | Х. В. Ким ИЗГ 0:3 БТП   | Није се пласирао      | Слободан           | П. Муленс ИЗГ 1:3 ТП | Није се пласирао      | 7.     |
| Александар Казакевич | - до 74 кг | Слободан            | П. Бачи ПОБ 3:0 Т        | Р. Росенгрен ПОБ 3:1 ТП | Р. Власов ИЗГ 0:3 БТП | Слободан           | Слободан             | М. Мадсен ПОБ 3:0 БТП |        |

## Стрељаштво
Мушкарци
| Стрелац              | Дисциплина  | Квалификације | Квалификације | Финале            | Финале            |
| Стрелац              | Дисциплина  | Пог.          | Плас.         | Пог.              | Плас.             |
| -------------------- | ----------- | ------------- | ------------- | ----------------- | ----------------- |
| Дајна Гудзиневичјуте | Женски трап | 66            | 14.           | Није се пласирала | Није се пласирала |

## Џудо
Мушкарци
| Џудока              | категорија     | 1. коло            | 2. коло                     | 3. коло                   | Четвртфинале       | Полуфинале         | Репасаж 1          | Репасаж 2          | Финале             | Финале           |
| Џудока              | категорија     | Противник Резултат | Противник Резултат          | Противник Резултат        | Противник Резултат | Противник Резултат | Противник Резултат | Противник Резултат | Противник Резултат | Плас.            |
| ------------------- | -------------- | ------------------ | --------------------------- | ------------------------- | ------------------ | ------------------ | ------------------ | ------------------ | ------------------ | ---------------- |
| Каролис Баужа       | – до 90 кг     | Слободан           | Р. Буфе ПОБ 0100–0010       | И. Илијадис ИЗГ 0003–0100 | Није се пласирао   | Није се пласирао   | Није се пласирао   | Није се пласирао   | Није се пласирао   | Није се пласирао |
| Мариус Пашкевичијус | – преко 100 кг | Слободан           | Н. Фјакаифону ПОБ 0100–0000 | Р. Силва ИЗГ 0001–1001    | Није се пласирао   | Није се пласирао   | Није се пласирао   | Није се пласирао   | Није се пласирао   | Није се пласирао |